# Movie Battles
 (février 2021).
Si vous disposez d'ouvrages ou d'articles de référence ou si vous connaissez des sites web de qualité traitant du thème abordé ici, merci de compléter l'article en donnant les références utiles à sa vérifiabilité et en les liant à la section « Notes et références ».
Movie Battles II est un mod de jeu d'équipe multijoueur, de type dernier survivant du jeu de tir de LucasArts/Raven Software, Star Wars Jedi Knight: Jedi Academy. Le jeu consiste en une équipe constituée de troupes de l'Empire Galactique/ la Fédération du commerce contre les troupes de l'Alliance rebelle / la République galactique, chacun des deux essaye d'accomplir un objectif (qui varie en fonction de la carte), ou bien d'éliminer tous les ennemis de l'équipe adverse.

## Histoire
Le mod Movie Battles a été commencé par RenegadeOfPhunk en 2003, les premières versions du mod étaient développées pour Star Wars Jedi Knight II: Jedi Outcast, le jeu précédent de la série.
Il vise davantage à ressembler au film et aux combats de différentes classes.

## Système de jeu
Movie Battles II est un jeu d'équipe de tir à la première personne (toutefois il est possible de passer à la troisième personne), dans lequel les joueurs rejoignent les troupes Impériales/Séparatistes ou Rebelles/Républicaines. Chaque partie commence avec cinq minutes de chrono, et les deux équipes apparaissent dans leur point de départ respectif simultanément. La quantité de points de départ varie en fonction du serveur. Le maximum de points est de 80, et le minimum de 4. Les diverses tâches accomplies donnent des points au joueur qui permettent d'avoir de nouvelles aptitudes, de meilleures armes, et des pouvoirs de la  Force.
Le tableau d'affichage montre une liste de tous les joueurs, triés par équipe. Mais si un ennemi a acheté la compétence « Renforcement », alors à chaque mort le point accordé au tueur ne compte pas sauf s'il s'agit de la dernière vie du tué.
Tous les joueurs tués avant la fin de la partie deviennent spectateurs. Ils peuvent alors suivre la vue d'un joueur encore en vie ou bien se promener librement avec leur caméra, comme dans d'autres FPS comme Battlefield 2.

## Système de Sabre
Le combat au sabre laser dans Movie Battles a été fortement modifié par rapport au système de base. Le blocage et le mode défensif sont favorisés par rapport au « swing-spam » de Jedi Academy. Cependant, il y a des niveaux de mesure pour les deux forces et la résistance qui diminue autant de fois que le joueur reçoit des tirs de blaster et des attaques au sabre laser respectueusement aux films. Il est possible de regagner ces points en restant au repos.

## Système d'objectif
De manière similaire à Counter-Strike, Movie Battles utilise un système d'objectif, comme dans la mode de siège de Jedi Academy - cependant les cartes ont généralement moins d'objectifs à cause du type « dernier survivant » du mod. Les types d'objectifs sont souvent des variantes de thèmes communs, tels que défendre ou attaquer un point (comme la pièce de signal dans le Temple Jedi), ou bien la garde de PNJ (comme dans l'Étoile de la Mort, où les joueurs doivent amener le PNJ de la Princesse Leia jusqu'au Millenium Falcon). L'utilisation d'un tel système rend le jeu assez différent de la plupart des jeux Star Wars, où le but se contente souvent de tuer tous les joueurs de l'équipe adverse.

## Types de jeu

### Mode Ouvert
En mode ouvert, toutes les classes conformément à leur orientation (le bien ou le mal) sont disponibles à la sélection du joueur. Il n'y a aucune limite pour choisir ces classes. Les joueurs mettent leurs points pour choisir des armes et des compétences.

### Semi-Authentique
En Semi-Authentique, les classes sont limités au choix du « skins » des personnes qui actuellement apparaissent après le chargement de la carte. Les joueurs peuvent toujours placer leurs points tel qu'ils le souhaitent pour faire gagner leur équipe.

### Pleinement Authentique
En Pleinement Authentique, dit FA (Full Authentic), il n'y a qu'une classe illimitée, et des classes limitées en nombre. Si le joueur choisit une classe dont le chiffre est déjà zéro, il est mis en file d'attente jusqu'au prochain round pour accéder à cette classe, et pendant ce temps il joue en classe illimitée. Les classes limitées en nombres correspondent souvent aux personnages du film. Par exemple, lors de la mission Tantive IV, la classe illimité est Stormtrooper pour les Impériaux et Soldats Rebelles pour les rebelles. Les Impériaux ont pour classe limitée Dark Vador et les Rebelles ont la princesse Leia.

## Classes
Movie Battles II est un jeu disposant de classes. Certaines classes sont disponibles pour un seul côté alors que d'autres classes sont disponibles pour les deux. (Exemple : La classe Sith est disponible uniquement pour l'Empire alors que la classe des Soldats est disponible des deux côtés.)

### Classes de la Rébellion / République

#### Soldats clones
Les soldats clones ont accès à un fusil mitrailleur puissant, avec un pistolet qui, une fois chargé, a la possibilité de ricocher. Les fusils mitrailleurs excellent dans le tir de suppression, et peuvent être armés des charges explosives qui renversent les opposants à terre.

#### Wookiees
Les Wookiees ont une arbalète puissante, qui doit être améliorée pour utiliser son potentiel maximum de feu. Les Wookiees peuvent acheter un fort nombre de points de vie, d'attaque mêlées, et peuvent contrer certaines attaques de la Force.

#### Héros
Les héros ont accès à un fusil de projectile, un puissant Fusil de précision. Les héros peuvent aussi acheter un pistolet puissant, qui a une bonne précision et puissance de feu, mais peu de munitions. Autrement, les héros peuvent acheter un E-11. Avec la capacité de « Lancer Rapide », les héros peuvent lancer une grenade sans devoir changer d'arme. La capacité de « Soin » permet au héros de se soigner automatiquement, dépendant du niveau de dégâts déjà pris. La capacité d'« Esquive » permet d'esquiver automatiquement les projectiles. Le héros peut aussi acheter jusqu'à trois grenades.

#### ARC Trooper
Les ARC troopers ont la possibilité d'un double maniement de puissants pistolets qui peuvent être chargés pour ricocher sur les murs. De plus, ils ont accès à une habilité de Dextérité. La barre bleu se trouvant à droite de l'écran du joueur montre le niveau restant pour faire des manœuvres acrobatiques. Les dextérités introduisent aussi une défense innée à quelques pouvoirs de la Force. Les ARC ont aussi accès à un PLX et à des grenades à pulsation. Le PLX est un puissant lance roquette, et la grenade à pulsation est une grenade qui diminue les munitions et désactive pendant un instant les armes de suppressions droïdes. Les ARC peuvent aussi sprinter, ce qui les rend plus rapides et une roulade plongée avant qui leur permet de s'échapper rapidement.

### Impériaux/Séparatistes
Seuls les impériaux ont accès aux classes suivantes.

#### Mandalorien
L'achat de Fuel aux mandos leur permet de soit activer un jetpack ou  d'envoyer des flammes sur les ennemis. Le Jetpack doit refroidir après chaque saut dû à la chaleur naturelle de son utilisation. Les Mandaloriens ont accès à un EE-3, double Westar pistolet, et un fusil à projectile. Avec l'achat d'une Roquette, un Mando peut envoyer une roquette aux ennemis d'en face.

#### Super droïde de bataille
Le super droïde de bataille a une batterie qui augmente la résistance et la puissance de feu. Autant que la batterie diminue, l'effectif de SBD (Super Battle Droid) diminue aussi. Des améliorations sont disponibles pour augmenter les HP (Heal Point : points de vie), la vitesse de chargement de la batterie, la vitesse de feu et les dégâts, d'ajouter un zoom et un mode « rechargement rapide » pour la batterie. Le SBD peut aussi donner une claque à l'adversaire pour le faire tomber.

#### Droideka
Une fois déployé et à l'arrêt, le bouclier du Droideka (dit aussi Deka) est en marche et il peut résister à un nombre de tir incroyable. Le fait de marcher désactive le bouclier. Toutefois, lorsqu'il bouge, le Deka passe à une mode qui lui permet de rouler comme une bille atteignant une forte vitesse qui peut faire des dégâts lorsqu'il roule sur les adversaires mais son bouclier est désactivé.

### Technique
Le droideka pratiquent souvent la technique du camping ou du shoot and run. qui consiste soit à attendre patiemment au bout d'un couloir qu'un ennemi se montre, soit a tirer une salve, se replier, tirer une autre salve, etc. dans les deux cas, les ennemis visés ne survivent que rarement, du fait de la puissance de feu du droideka.

#### Chasseur de Primes
Le Chasseur de primes (dit aussi BH : Bounty Hunter) a une grande variété d'armement, à la dépense d'armement défensives. Le BH a donc accès à un large armement incluant un puissant pistolet, un blaster E-11, un DLT-20 qui est un fusil d'assaut, un Fusil à Projectile, et c'est la seule classe ayant accès au Disrupteur, un fusil de tir instantané semblable au fusil sniper. Le chasseur de primes a aussi accès à un Détonateur Thermique (dit TD : Thermal Detonator), qui tue tout ce qui se trouve dans sa zone d'explosion en le brûlant à de très fort degrés de chaleur. Le BH peut aussi acheter des tiges à poison qu'il plante dans ses ennemis et à des tiges de pistage, qui lui permettent de voir ses ennemis à travers les murs. Ils peuvent aussi donner un coup de pied à leur adversaire tout en ayant une arme dans les mains, une compétence exclusive au Chasseur de Primes.

### Les deux équipes
La République et l'Empire ont tous les deux accès aux classes suivantes.

#### Soldats
Les soldats sont la classe de base, sans compétence spéciale, ils peuvent avoir un E-11 avec une grenade et jusqu'à deux renforcements.

#### Troupes d'élite
Les troupes d'élite ont un maximum de deux vies et ont un grand armement allant du pistolet jusqu'au fusil d'assaut. Ils peuvent porter plus de grenades que le soldat. Les Rebelles ont un A-280, qui a pour fonction d'arme à coup ou de mitrailleur suivant le mode, une lunette de vue à moyenne portée et une grande puissance de feu. L'Empire peut prendre le T-21, un léger mitrailleur qui a comme modes le tir puissant qui est lent et le tir rapide qui est moins puissant.

#### Jedi/Sith
Les Jedi/Sith peuvent utiliser la Force sur les ennemis, renvoyer les tirs de blasters et trancher en deux leurs ennemis avec leur Sabre laser. La différence principale entre les deux côtés est qu'il y a deux pouvoirs uniques pour chaque alignement. Les Jedi peuvent utiliser la Vitesse et la Persuasion, alors que les Sith peuvent utiliser les éclairs et la poigne. La persuasion permet aux Jedi d'être invisibles face à leurs ennemis mais ils sont alors obligés d'éteindre leur Sabre laser. Toutefois, l'adversaire entend un son lui signalant que le Jedi a utilisé la persuasion. Les éclairs Sith permettent d'immobiliser un ennemi tout en lui pompant ses points de vie et d'armure rapidement. La poigne rend les ennemis totalement immobiles, ce qui les rend vulnérables à 100 % tout en leur diminuant leur vie.

## Communauté
La mode Movie Battles ne se joue qu'en online, il faut donc être averti de la communauté.
La communauté "Online" est en premier anglophone, étant donné qu'il y a en grande majorité d'Européens, cette langue est passée première. Suivie du polonais et de l'espagnol. Le français n'est qu'en quatrième place suivi par l'allemand, très peu pratiqué.